# Theosophical Society Adyar

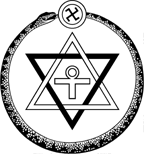
Zegel van de Theosofische Vereniging

De Theosophical Society Adyar (Theosophical Society met hoofdkwartier in Adyar, Chennai, India) is gebaseerd op de theosofie.
De theosofie stelt zich tot doel mensen uit totaal verschillende religies in groepsverband, maar ook individueel, te laten zoeken naar waarheid. Wie een bepaalde godsdienst belijdt zal volgens de Theosofische Vereniging de verborgen rijkdom daarin kunnen ontdekken en hem dieper kunnen beleven. Wie niet godsdienstig is, zal zijn mens- en wereldbeeld kunnen verrijken met de theosofische filosofie, die zou aansluiten bij het religieus besef van de mens en die mogelijkheden zou bieden tot innerlijke vervolmaking.

## Geschiedenis
De Theosofische Vereniging werd gesticht te New York op 17 november 1875 door enkele personen waarvan de kern bestond uit Helena Blavatsky, Henry Steel Olcott en William Quan Judge.
Blavatsky wilde geen voorzitster van de vereniging zijn en liet deze taak over aan Olcott. Zij werd corresponderend secretaris. Judge werd raadgever.
De internationale president wordt door de stemgerechtigde leden gekozen voor een periode van zeven jaar en is herverkiesbaar.
Uitzondering op deze regel was dat de eerste president, Henry Steel Olcott, volgens de statuten, voor het leven president mocht blijven.
In april 1895 vindt een eerste afsplitsing plaats. Degenen die Judge volgen, voornamelijk Amerikaanse leden, gaan verder met The Theosophical Society in Amerika (New York), en anderen die Besant en Olcott volgen, gaan verder met de Theosophical Society Adyar. De Theosophical Society-Adyar is overigens de enige van de theosofische organisaties waar de president gekozen wordt door stemming van al haar leden.
De opeenvolgende internationale presidenten werden:
1. Henry Steel Olcott van 1875 tot 1907.
2. Annie Besant van 1907 tot 1933.
3. George Arundale van 1934 tot 1945.
4. Curuppumullage Jinarajadasa van 1946 tot 1953.
5. Nilakantha Sri Ram van 17 februari 1953 tot 1972.
6. John Coats van 1972 tot 1980.
7. Radha Burnier van 1980 tot 2013.
8. Tim Boyd vanaf 2014

De theosofie beoogt niet alleen het verzamelen van kennis, maar is ook een manier van leven, voelen en streven. Het wil een proces van individuele bewustwording op gang brengen en door het ontdekken levend houden van de "Goddelijke Wijsheid" in de mens. Men vraagt niet van de leden dat zij de 'theosofische' visies geloven. Het enige dat een lidmaatschap van de Vereniging vereist is de instemming met de volgende drie doeleinden :
1. Het vormen van een kern van de algemene broederschap der mensheid, zonder onderscheid van ras, geloof, geslacht, kaste of kleur.
2. Het aanmoedigen van de vergelijkende godsdienststudie , en van de studie van filosofie en wetenschappen.
3. Het onderzoeken van onverklaarde natuurwetten en van de krachten die in de mens sluimeren.

De theosofie heeft veel met andere esoterische stromingen gemeen en gaat bijvoorbeeld uit van andere werkelijkheden - mentaal of astraal - dan de waarneembare stoffelijke werkelijkheid. De theosofie meent dat waarheid niet kan worden ingekaderd in dogma's en vaste leerstellingen. Studie, ervaring en intuïtie moeten worden gebruikt om ernaar te zoeken. De theosofie biedt geen concrete basisfilosofie, maar er zijn wel 'typisch theosofische' visies over de evolutie en begrippen als reïncarnatie en karma.
De Vereniging kent in België en in Nederland verschillende plaatselijke afdelingen die met een grote regelmaat bijeenkomsten organiseren en eveneens beschikken over een bibliotheek.

## Bijzondere dagen
- Adyar Dag
- Founders Day
- Witte Lotusdag

## Structuur van de Theosofische Vereniging
- 7 of meer leden van de Vereniging, kunnen een charter aanvragen om samen een loge of tak te vormen. Soms zijn er meerdere loges in een stad.
- Per land zijn de verschillende loges verenigd in een Nationale Sectie of Afdeling.
- De Secties zijn verenigd in 4 Federaties

1. De Europese Theosofische Federatie
2. De Inter-Amerikaanse Theosofische Federatie
3. De Indo-Pacific Theosofische Federatie
4. De Pan-Afrikaanse Theosofische Federatie

- Alle Loges, Secties en Federaties staan administratief en hiërarchisch onder het Internationaal Hoofdkwartier, gevestigd te Adyar, Chennai), Tamil Nadu, India.

## Internationaal
- Internationaal Hoofdkwartier van de Theosophical Society Adyar
- Theosofische Vereniging in Nederland
- Theosofische Vereniging in België
- Theosofische Vereniging in Frankrijk
- Buddhist Theosophical Society, Galle, Sri Lanka